# Lago Tauca

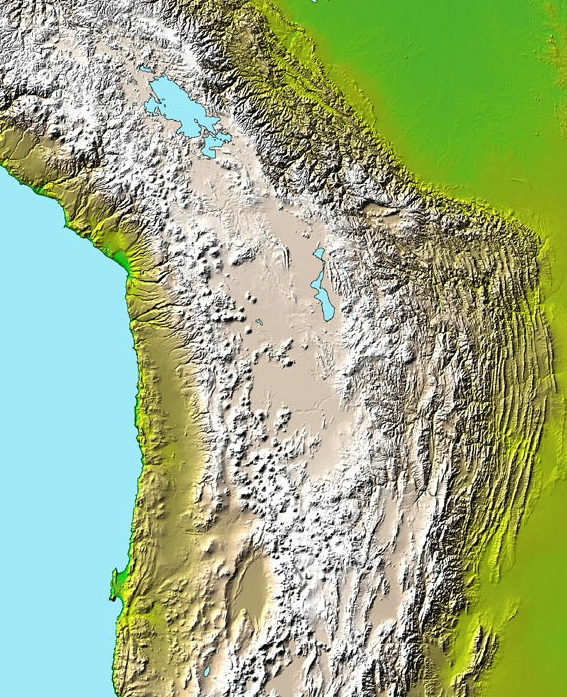
El Altiplano y la extensión del lago Tauca, claramente visible en la topografía de los Andes centrales.

El lago Tauca es un antiguo lago en el Altiplano de Bolivia. También es conocido como lago Pocoyú por los lagos que lo componen: el lago Poopó, el salar de Coipasa y el salar de Uyuni. El lago cubría gran parte del Altiplano sur entre la Cordillera Oriental y la Cordillera Occidental, cubriendo un estimado de 48 000 a 80 000 kilómetros cuadrados de las cuencas del actual lago Poopó y los salares de Uyuni, Coipasa y cuencas adyacentes. Los niveles de agua variaron, posiblemente alcanzando los 3800 metros de altitud. El lago recibió agua del lago Titicaca, pero si esto contribuyó con la mayor parte del agua de Tauca o solo con una pequeña cantidad es controvertido; la cantidad fue suficiente para influir en el clima local y deprimir el terreno subyacente con su peso. En el lago se desarrollaron diatomeas, plantas y animales, a veces formando montículos de arrecifes.
La duración de la existencia del lago Tauca es incierta. La investigación en 2011 indicó que el aumento en los niveles de los lagos comenzó hace 18 500 años alcanzando su punto máximo hace 16 000 y 14 500 años. Hace unos 14 200 años, los niveles de los lagos bajaron antes de volver a subir hasta hace 11 500 años. Algunos investigadores postulan que la última fase del lago Tauca pudo haber continuado hasta 8500 años. El secado del lago, que pudo haber ocurrido debido a la oscilación climática de Bølling-Allerød, dejó los depósitos de sal del Salar de Uyuni.
El lago Tauca es uno de varios lagos antiguos que se formaron en el Altiplano. Otros lagos conocidos son el lago Escara, Ouki, Salinas, Minchin, Inca Huasi y Sajsi, además de varias elevaciones de nivel de agua del lago Titicaca. La identidad de estos lagos es controvertida; Sajsi a menudo se considera parte del lago Tauca, y el lago se divide con frecuencia en una fase anterior (Ticaña) y una posterior (Coipasa).
La formación del lago Tauca dependió de una reducción de la temperatura del aire sobre el Altiplano y un aumento de las precipitaciones, lo que puede haber sido causado por cambios en la Zona de Convergencia Intertropical (ZCIT) y el aumento de los vientos del este. Originalmente se supuso que el derretimiento de los glaciares podría haber llenado el lago Tauca, pero la cantidad de agua no habría sido suficiente para llenar todo el lago. El lago estuvo acompañado de avance glaciar, notorio en el Cerro Azanaques y el Volcán Tunupa. En otras partes de América del Sur, los niveles de agua y los glaciares también se expandieron durante la fase del lago Tauca.

## Descripción

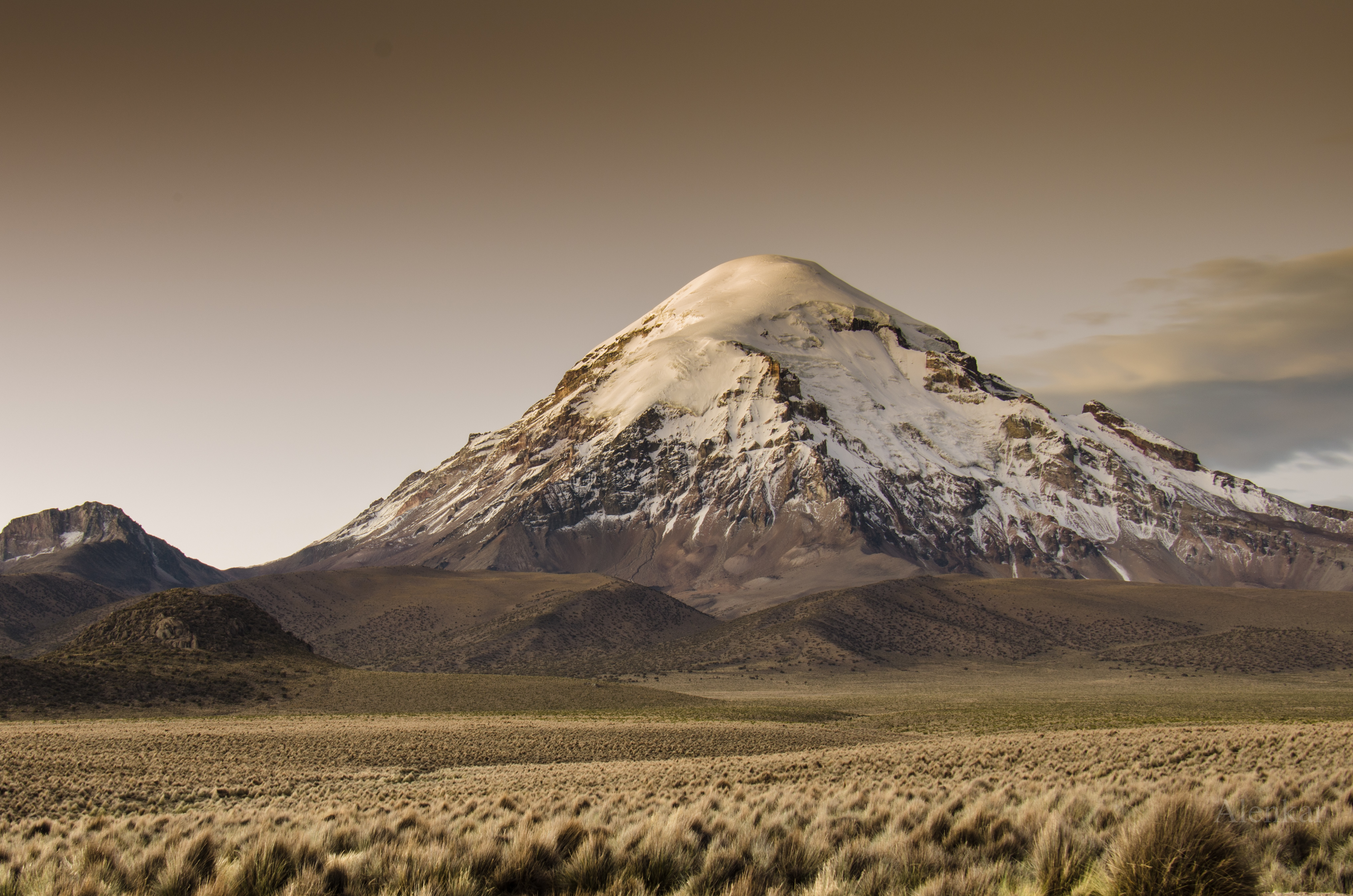
El Nevado Sajama (6542 msnm), la montaña más alta de Bolivia, ubicada en la Cordillera Occidental.

El Lago Tauca existió en el Altiplano, una meseta alta con una altitud promedio de 3800 a 4000 metros, cubriendo un área de 196 000 kilómetros cuadrados o 1000 por 200 kilómetros. El altiplano se encuentra en los Andes, la cadena montañosa más larga del mundo, que se formó durante el Terciario con una fase principal de levantamiento en el Mioceno. Su área central, que contiene el Altiplano, está formada por las cadenas oriental y occidental: la Cordillera Oriental y la Cordillera Occidental de Bolivia, que alcanzan una altitud de 6500 metros. La Cordillera Oriental crea una sombra orográfica sobre el Altiplano.
El clima del Altiplano es generalmente seco cuando predominan los vientos del oeste; durante el verano austral, el calentamiento induce vientos del este que transportan humedad desde el Amazonas. Existe un gradiente norte-sur, con temperaturas medias y precipitaciones que disminuyen de 15 °C y 700 milímetros en el norte, a 7 °C y 100 milímetros en la zona sur de Lípez. Aunque la precipitación disminuye de norte a sur, la tasa de evaporación en todo el Altiplano excede los 1500 milímetros por año. La mayoría de las precipitaciones se registran entre octubre y abril. Ocasionalmente, durante el invierno (pero también en verano), las perturbaciones frontales resultan en nevadas. Los fuertes vientos y la alta insolación son otros aspectos del clima del Altiplano. Gran parte del balance hídrico en la actual área Altiplano-Atacama se mantiene gracias al flujo de aguas subterráneas. El terreno del Altiplano consiste principalmente en sedimentos depositados por lagos y ríos durante el Mioceno y el Pleistoceno. Un basamento paleozoico subyace a los sedimentos del Cretácico y Terciario. La Zona volcánica central de los Andes y el complejo volcánico Altiplano-Puna se encuentran en la Cordillera Occidental de Bolivia.
El Lago Tauca fue uno de los muchos lagos que se formaron alrededor del mundo durante las épocas glaciales; otros incluyen el Lago Glacial Báltico en Europa y el Lago Bonneville en América del Norte. Hoy en día, el Altiplano contiene el Lago Titicaca, con una superficie de 8800 kilómetros cuadrados, y varios otros lagos y salares. Entre estos se encuentran el Salar de Uyuni, a una altitud de 3.653 metros con un área de 10 000 kilómetros cuadrados, y el Salar de Coipasa, que cubre 2500 kilómetros cuadrados a una altitud de 3656 metros. El Lago Titicaca y los salares del sur son dos cuencas hidrográficas separadas, conectadas por el río Desaguadero cuando el nivel del Titicaca es lo suficientemente alto. La teoría de que el Altiplano estaba anteriormente cubierto por lagos fue propuesta por primera vez por John Birch Minchin en 1882. La formación de estos lagos generalmente, aunque no siempre, coincidió con temperaturas más bajas. No se ha encontrado evidencia de expansiones lacustres en la región del Altiplano por debajo de una altitud de 3500 metros.

### Geografía

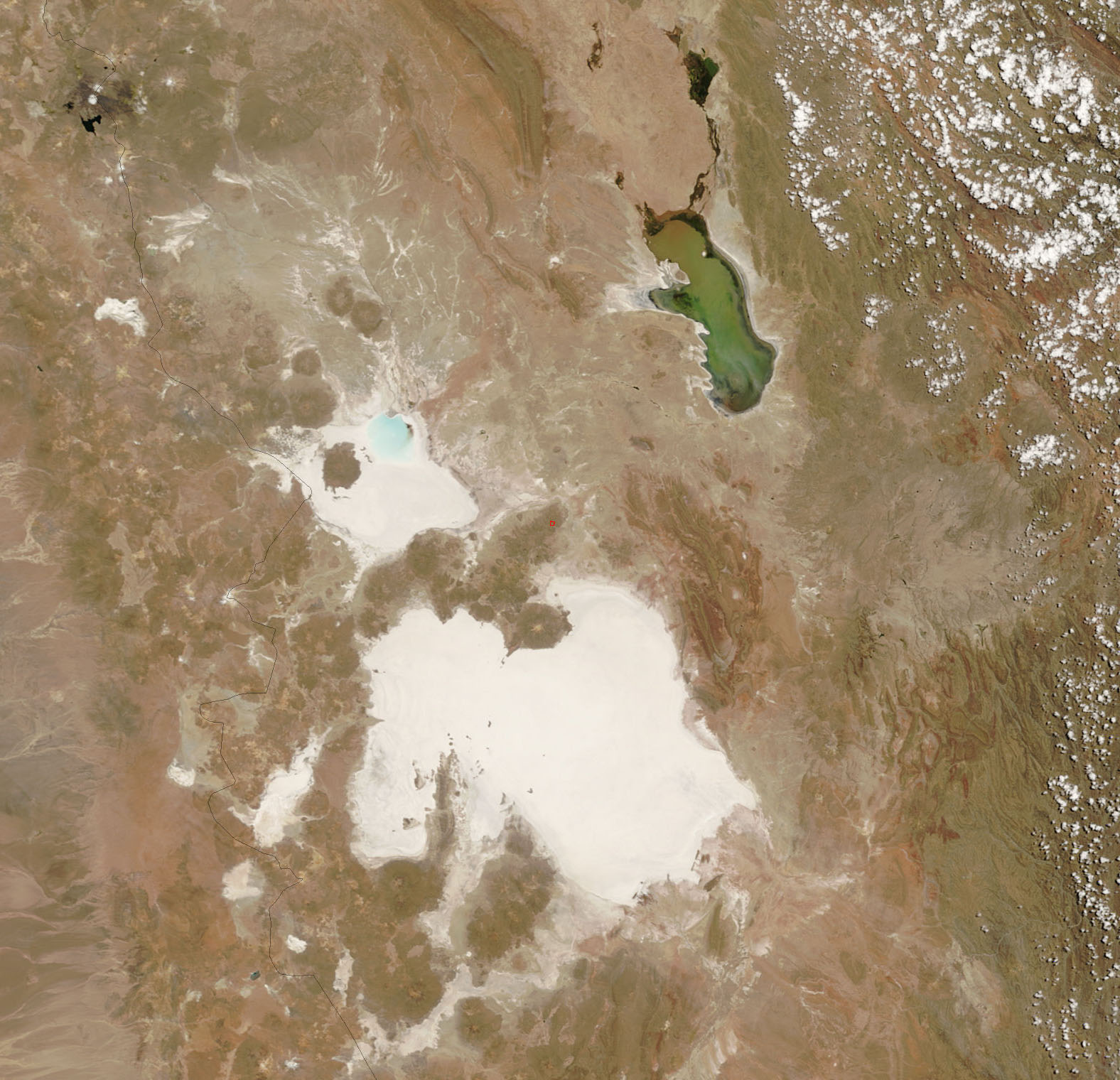
La cuenca del Lago Poopó (arriba a la derecha), Salar de Uyuni (blanco debajo del centro) y Salar de Coipasa (blanco a la izquierda del centro).

Más grande que el Lago Titicaca, Tauca tenía más de 600 kilómetros de longitud y cubría el área del actual Lago Poopó, Salar de Uyuni y Salar de Coipasa. El Lago Tauca fue el mayor paleolago en el Altiplano por lo menos en los últimos 120 000 años, y comparable al actual Lago Míchigan.
Existen varias estimaciones diferentes para su superficie:
| Superficie (1000 km²) | Detalles                                                                                | Fecha de estimación |
| --------------------- | --------------------------------------------------------------------------------------- | ------------------- |
| 43                    |                                                                                         | 1981                |
| 80                    | Posiblemente causado por un gran desbordamiento del Lago Titicaca, hace 13 000 años.    | 1995                |
| 33-60                 |                                                                                         | 2006                |
| 50                    |                                                                                         | 2009                |
| 52                    | A un nivel de agua de 3775 metros.                                                      | 2011                |
| 48                    | Alrededor de 12 000 años antes del presente (AP), extendiéndose hacia la zona de Lípez. | 2012                |
| 55                    |                                                                                         | 2013                |
| 56,7                  |                                                                                         | 2013                |

| Estimaciones de nivel del lago | Fecha de estimación |
| ------------------------------ | ------------------- |
| 3760 m                         | 2002, 1995          |
| 3770 m                         | 2013                |
| 3780 m                         | 2001, 2006          |
| 3790 m                         | 2013                |
| Casi 3800 m                    | 2005                |

La profundidad del agua alcanzó entre 110 y 120 metros. Los niveles de agua eran aproximadamente 140 metros más altos que el Salar de Uyuni, o entre 135 y 142 metros. Según una investigación publicada en el año 2000, el nivel del lago varió entre 3700 y 3760 metros sobre el nivel del mar. Algunas discrepancias sobre los niveles de agua en varios sitios pueden reflejar diferentes rebotes isostáticos de la tierra cubierta por el lago. La investigación original de 1978 sobre la fase Tauca postuló su línea de costa a 3.720 metros. De los ciclos lacustres previos en la zona, solo el ciclo Ouki parece haber superado esa altitud.
Una fase posterior en los niveles del lago (conocida como la fase Ticaña) fue más baja, a 3.657 metros; la caída desde Tauca fue abrupta. La fase tardía del Lago Tauca, conocida como Coipasa, tuvo un nivel de agua de 3.660 metros o 3700 metros y cubrió un área de aproximadamente 32 000 km². Las transiciones entre los ciclos lacustres ocurrieron durante aproximadamente mil años.

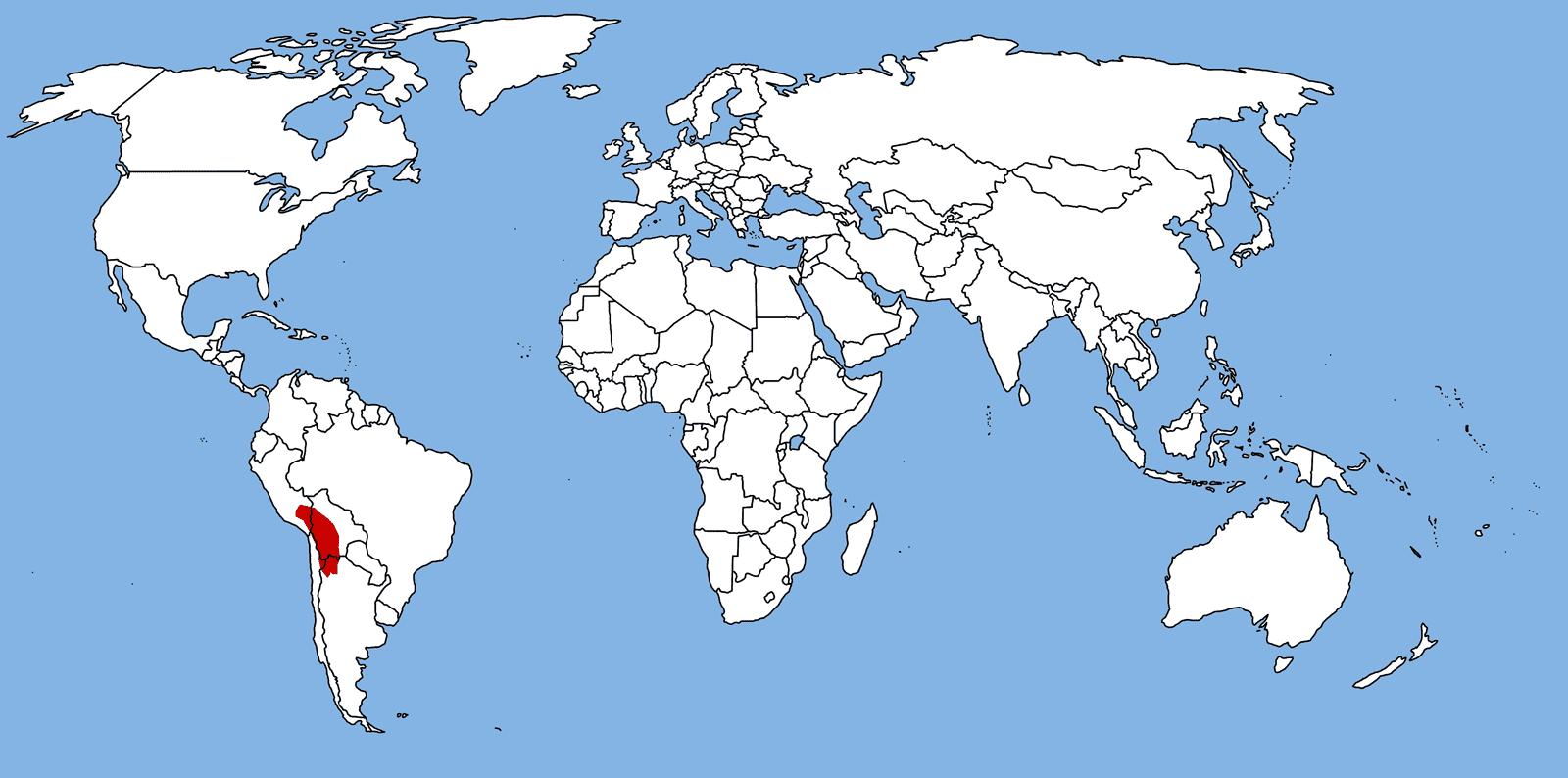
El Altiplano, en rojo.

El Lago Tauca fue el lago más grande del Altiplano durante los últimos 100.000-130 000 años. Aunque el paleolago anterior (Minchin) probablemente era más superficial, existe desacuerdo sobre los métodos utilizados para determinar la profundidad del agua. Algunos consideran que Minchin fue el lago más grande, ya que un artículo de 1985 estimó su tamaño en 63 000 km², en comparación con los 43 000 km² de Tauca. La confusión puede haber resultado de la incorrecta atribución de las líneas de costa de Tauca al Lago Minchin, ya que una línea de costa a 3.760 metros, anteriormente atribuida al Lago Minchin, fue datada en la fase Tauca a 13.790 años antes del presente. La teoría de que Tauca es el lago más grande sigue una tendencia de profundización en los paleolagos del sur del Altiplano, lo cual contrasta con una tendencia decreciente en el nivel del Lago Titicaca durante el Pleistoceno. Este patrón probablemente ocurrió porque el umbral entre las dos cuencas se erosionó progresivamente, permitiendo que el agua del Titicaca fluyera hacia el sur del Altiplano. Los lagos dejaron bancos de erosión, deltas en abanico (donde los lagos interactuaron con el hielo) y depósitos de sedimentos lacustres, y erosionaron morrenas. La cresta que separa el Salar de Uyuni y el Salar de Coipasa era una península en el lago; San Agustín, San Cristóbal y Colcha formaban islas.
El lago y sus predecesores (como el Lago Minchin) se formaron en el área actualmente ocupada por salares como el Salar de Uyuni, Salar de Coipasa, Lago Poopó, Salar de Empexa, Salar de Laguani y Salar de Carcote, todos ellos situados varios metros por debajo del nivel de agua de Tauca. Las actuales ciudades de Oruro y Uyuni están ubicadas en áreas que fueron inundadas por el Lago Tauca. El Salar de Ascotán puede o no haber sido parte del Lago Tauca. La sumersión de gran parte del Altiplano bajo el Lago Tauca redujo la producción de polvo en esa área y su suministro a la Patagonia, pero "reabasteció" los sedimentos y, por lo tanto, aumentó el suministro de polvo una vez que el Lago Tauca se secó. El terreno por encima de los 3800 metros fue afectado por la glaciación. En la cuenca de Coipasa, una gran avalancha de escombros del volcán Tata Sabaya pasó por encima de las terrazas dejadas por el Lago Tauca.

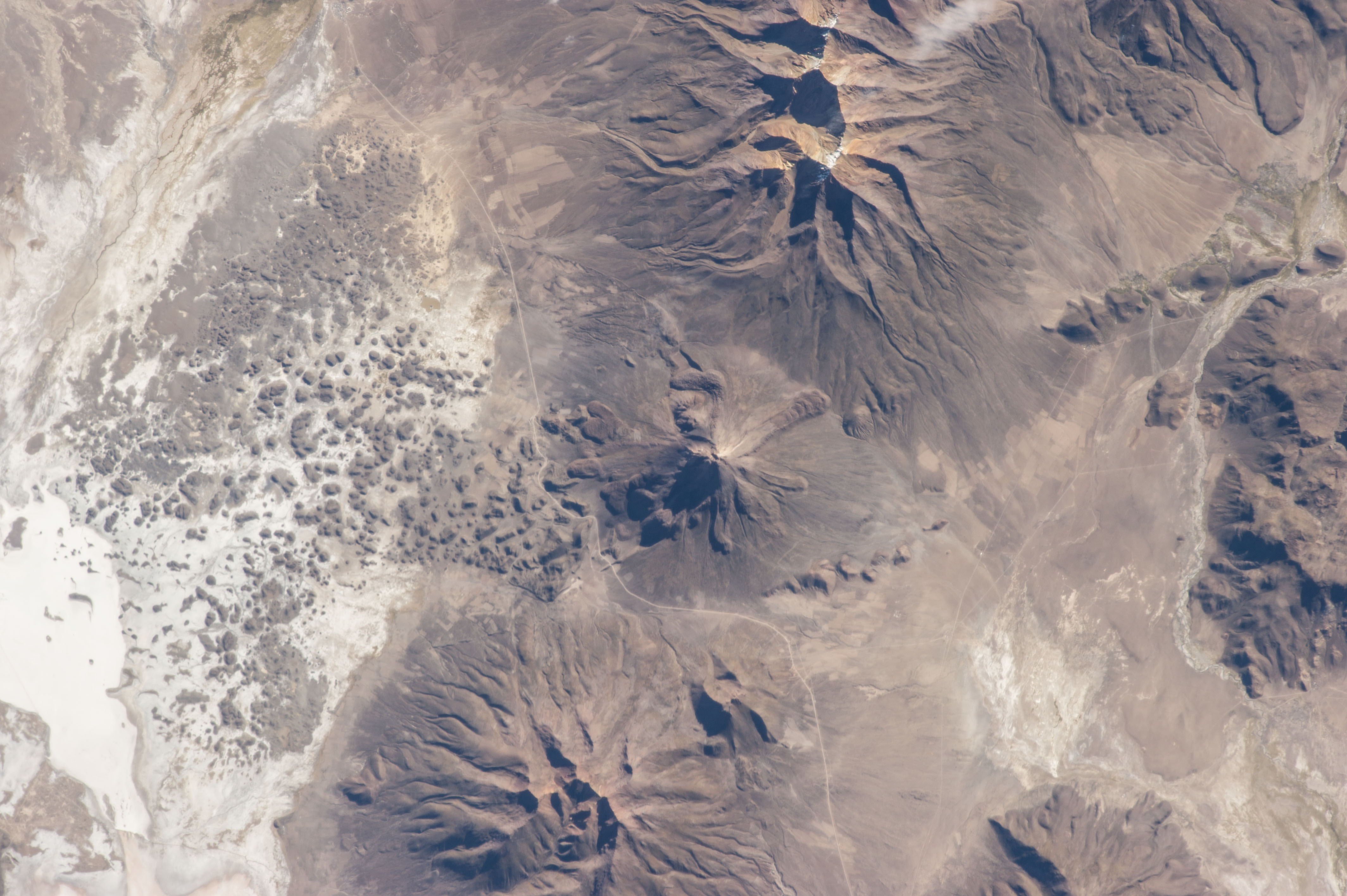
Tata Sabaya con la avalancha a la izquierda.

### Hidrología

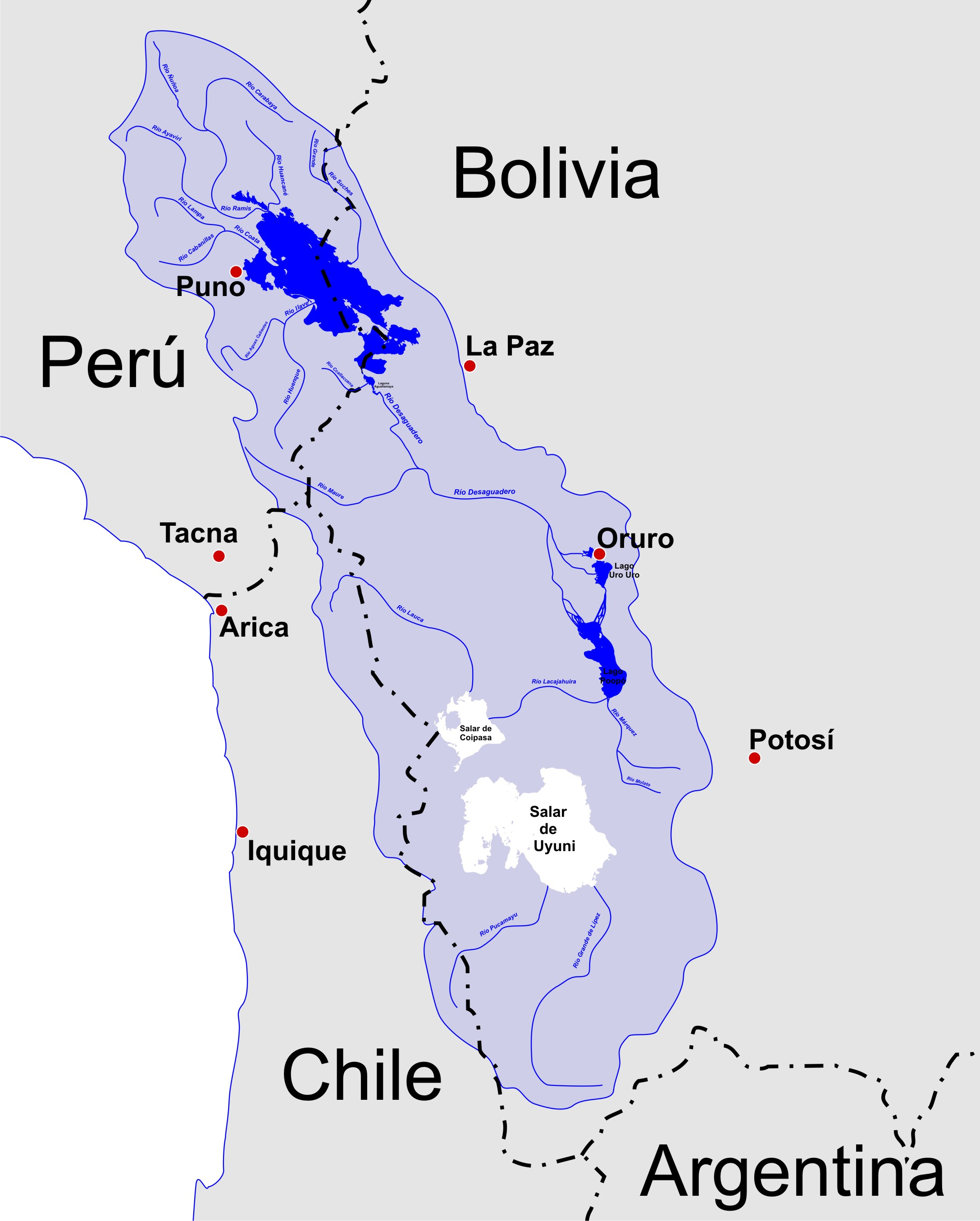
Cuenca de drenaje del Altiplano.

A un nivel de agua de 3.720 metros, se estima que el volumen total del lago fue de 1200 kilómetros cúbicos a 3.810 kilómetros cúbicos a un nivel de 3.760 metros. Tales volúmenes podrían haberse alcanzado en siglos. La cantidad de agua fue suficiente para hundir el lecho rocoso subyacente, que rebotó después de que el lago desapareció; esto ha resultado en diferencias de altitud de 10 a 20 metros. Basado en datos de oxígeno-18 en carbonatos del lago, las temperaturas del agua variaron de 2 a 10 °C o 7,5 ± 2,5 °C. El Lago Tauca puede haber estado sujeto a calentamiento geotérmico.
El lago era profundo y salino, con la salinidad aumentando desde la etapa Tauca hasta la etapa Coipasa. El contenido de sal parece haber consistido en NaCl y Na2SO4. Concentraciones de sal estimadas:
| Concentración de sal | Detalles | Fuente |
| -------------------- | --- | ------ |
| 20 g/L               | | [ 27 ] |
| 30 to 40 g/L         | Esta estimación puede ser incorrecta, dado que muchos valores de salinidad se obtuvieron de depósitos en los márgenes del lago, que tienden a ser menos salinos. | [ 8 ]  |
| 60 to 90 g/L         | Investigaciones posteriores | [ 12 ] |

Concentraciones de sal estimadas (basadas en un nivel del lago de 3.720 metros, para cloruro de sodio, litio y bromo):
| Mineral          | Concentración      | Fuente |
| ---------------- | ------------------ | ------ |
| Cloruro de sodio | 73 g/L             | [ 42 ] |
| Cloro            | 54 g/L             | [ 9 ]  |
| Sodio            | 32 g/L             | [ 9 ]  |
| Sulfato          | 8.5 g/L            | [ 9 ]  |
| Magnesio         | 3 g/L              | [ 9 ]  |
| Potasio          | 2.2 g/L            | [ 9 ]  |
| Calcio           | 1 g/L              | [ 9 ]  |
| Boro             | 60 mg/L            | [ 9 ]  |
| Litio            | 10 mg/L or 80 mg/L | [ 42 ] |
| Bromo            | 1.6 ± 0.4 mg/L     | [ 42 ] |

Parte de esta sal penetró en los acuíferos debajo del lago, los cuales aún existen. Se ha inferido una concentración significativa de exceso de NaCl para el Lago Tauca, posiblemente derivada de domos de sal cuyos contenidos se trasladaron de un lago a otro. La precipitación de carbonato de calcio resultó en que las aguas del lago se enriquecieran progresivamente con sales más solubles.

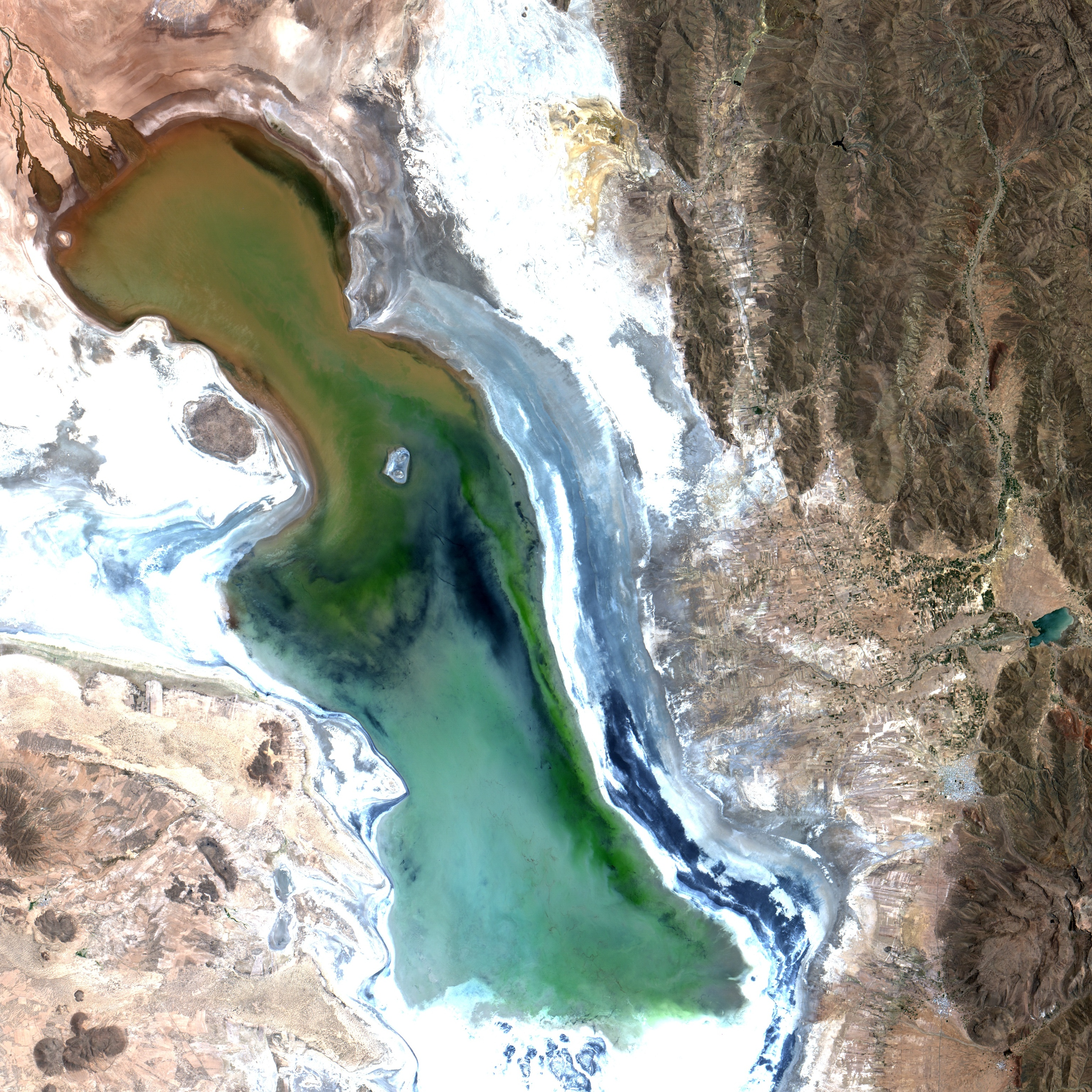
Vista satelital del lago Poopó (2018), ubicado en la parte central del Altiplano boliviano.

El agua de deshielo glaciar puede haber contribuido sustancialmente al desarrollo del Lago Tauca. Los datos de isótopos de estroncio indican que el agua drenada del Lago Titicaca a través del río Desaguadero puede haber contribuido entre el 70% y el 83% del agua del Lago Tauca, un aumento de entre 8 y 30 veces el caudal actual del Lago Titicaca a través del Desaguadero. Una disminución en el nivel del Lago Titicaca hace unos 11 500 años antes del presente (AP) puede haber resultado en el secado de su desagüe, favoreciendo la desaparición del Lago Tauca. Según otras investigaciones, el aumento del caudal del Lago Titicaca habría tenido que ser irrealistamente grande para suministrar agua al Lago Tauca si Titicaca fuera su principal fuente. Otras estimaciones asumen que un tercio del agua del Lago Tauca provino del Lago Titicaca, no más del 15% para cualquier ciclo lacustre, o un porcentaje mucho menor del cuatro por ciento (similar al actual cinco por ciento de contribución del Titicaca al Lago Poopó). Durante el ciclo Coipasa, el Lago Poopó pudo haber contribuido con aproximadamente el 13% del agua. Aproximadamente el 53% del agua del Lago Tauca provino de la Cordillera Oriental. Hace unos 60 000 años, el Desaguadero probablemente comenzó a transportar agua desde el Lago Titicaca hacia la zona de Uyuni y los paleolagos del sur. El Lago Tauca fue alimentado por el río Grande de Lípez en el sur, el río Lauca en el noroeste y los glaciares de las dos cordilleras al este y oeste. Se ha estimado que la cuenca de drenaje total del lago era de aproximadamente 200 000 kilómetros cuadrados. Si los niveles del lago alcanzaron una altitud de 3.830 metros, el lago pudo haber drenado en el río Pilcomayo y desde allí, a través del río de la Plata, hacia el océano Atlántico. Anteriormente, pudo haberse formado una salida en el Salar de Ascotán hacia el océano Pacífico, antes de ser obstruida por flujos de lava. Una teoría propuesta por Campbell en 1985 sugiere que un antiguo lago que cubría todo el Altiplano se drenó catastróficamente en el río Beni durante el Holoceno, pero no ha recibido mucho apoyo.
Aunque teorías anteriores postulaban que grandes lagos se formaron a partir del agua de deshielo glaciar, hoy en día se considera necesario un aumento de la precipitación o una disminución de la evaporación (o ambos) para la formación de lagos; un deshielo glacial completo habría tenido que ocurrir en menos de un siglo para producir el volumen requerido. El volumen de agua sería insuficiente para explicar los altos niveles de agua del Lago Tauca; sin embargo, algunos lagos más pequeños en el sur del Altiplano probablemente se expandieron únicamente por el deshielo glacial. El lago pudo haber contribuido al aumento de la precipitación al influir en las brisas terrestres. Según datos de isótopos de estroncio, pudo haber habido poco intercambio de agua entre las cuencas de Uyuni y Coipasa de Tauca. Durante el ciclo del lago Coipasa, las cuencas de Coipasa-Uyuni y Poopó tenían una conexión limitada. Se produjeron fluctuaciones menores en el nivel del agua durante la existencia del lago.
Basado en una superficie de 60 000 kilómetros cuadrados, se ha estimado que la tasa de evaporación superaba los 70 000 millones de metros cúbicos por año, comparable a los caudales del Nilo o del Rin. Menos de la mitad de esta evaporación regresaba al lago en forma de precipitación; en el sector central del lago, en Tunupa, esto habría aumentado la precipitación en un 80%, retrasando el retroceso de los glaciares en la zona. El agua subterránea del Lago Tauca pudo haber drenado hacia la Quebrada Puripica, al noreste de la Laguna Miscanti. Dada la altura del umbral entre las dos cuencas y la evidencia encontrada en Poopó, es posible que el agua haya drenado de la cuenca Coipasa-Uyuni hacia el Lago Poopó durante el ciclo Coipasa.
Es probable que hubiera escombros glaciares y hielo en el lago, con deltas en abanico en Tunupa que se superponían a la línea de costa del Lago Tauca. En Tunupa y el Cerro Azanaques, los glaciares alcanzaron su tamaño máximo poco antes de que el nivel del lago llegara a su punto más alto y probablemente contribuyeron a los niveles de agua cuando comenzó su retroceso. Dos avances glaciares menores, hace más de 12 000 años y alrededor de 11 000 años antes del presente, parecen coincidir con el Lago Tauca.
El Lago Tauca dejó sedimentos de hasta 5 metros de espesor en el sur del Altiplano, y se formaron depósitos de toba en el lago. Los sedimentos del Pleistoceno en el entorno continental se formaron a partir de depósitos carbonatados lacustres. Estas rocas contienen anfíbol, minerales de arcilla como illita, caolinita y esmectita, feldespato, plagioclasa, feldespato potásico, piroxeno y cuarzo. La composición de estas rocas se asemeja a la de los suelos del Altiplano. La tasa de sedimentación en la cuenca de Uyuni fue de aproximadamente 1 milímetro por año.

### Biología

Vegetación durante el Último máximo glacial.

Se encuentran bajas concentraciones de polen en los sedimentos dejados por el Lago Tauca en el Salar de Uyuni. Los sedimentos del Lago Minchin contienen más polen, lo que indica que pudo haber tenido un clima más favorable, aunque la falta de polen en los sedimentos de Tauca podría ser producto de un lago más profundo. Es posible que Polylepis haya prosperado en condiciones favorables de salinidad y clima. Se observa un aumento del polen de Polylepis y Acaena hacia el final del ciclo de Tauca.
El lago era lo suficientemente profundo para el desarrollo de diatomeas planctónicas, incluyendo la dominante Cyclotella choctawatcheeana. Otras diatomeas observadas en el Lago Tauca son la bentónica Denticula subtilis, la epifítica Achnanthes brevipes, Cocconeis placentula y Rhopalodia gibberula, la planctónica Cyclotella striata y las tico-planctónicas Fragilaria atomus, Fragilaria construens y Fragilaria pinnata. También se ha encontrado Epithemia.
Los sedimentos en la línea de costa contienen fósiles de gasterópodos y ostrácodos; los caracoles Littoridina y Succineidae se han utilizado para datar el lago. Otros géneros incluyen Myriophyllum, Isoetes (indicando la formación de comunidades litorales) y Pediastrum. Las algas crecieron en el lago y produjeron montículos de arrecifes (biohermas) formados por rocas carbonatadas. Estos crecieron en varias fases y algunos fueron inicialmente considerados estromatolitos. Algunas biohermas en forma de domo alcanzan un tamaño de 4 metros, formando estructuras similares a arrecifes en las terrazas. Se desarrollaron alrededor de objetos que sobresalían de la superficie, como rocas. Estructuras en forma de tubo y mechón también aparecen en estos domos. No todas estas estructuras se formaron durante el episodio de Tauca. Estructuras similares se han encontrado en el cráter de Ries en Alemania, donde especies de Cladophorites fueron responsables de su construcción. Los taxones identificados en el Lago Tauca incluyen especies de Chara. El agua sobre los depósitos de toba probablemente tenía una profundidad de menos de 20 metros. En algunos lugares (vinculados a Phormidium encrustatum y especies de Rivularia), se produjo un desarrollo limitado de estromatolitos.

## Historia de la investigación
Los informes sobre depósitos lacustres en el Altiplano se remontan a 1861. En 1882, John B. Minchin informó sobre la existencia de incrustaciones alrededor del Lago Poopó y los salares al sur de Coipasa. Minchin postuló que un lago con una superficie de 120 000 km² dejó estas incrustaciones y que los depósitos de nitrato en Atacama y Tarapacá se formaron de manera similar por el drenaje de agua de este lago. Algunas estimaciones del tamaño de este lago afirmaban que se extendía desde el Lago Titicaca hasta los 27° Sur. El nombre "Lago Minchin" fue aplicado en 1906 por Steinmann, quien lo asignó a la cuenca de Uyuni, mientras que nombró al lago que cubría las cuencas de Poopó y Coipasa como "Lago Reck". El nombre fue aplicado en honor a John B. Minchin. Posteriormente, se descubrió que el Lago Titicaca no formaba parte del Lago Minchin y se propuso la teoría de que el agua de deshielo de los glaciares había formado el lago. También se definió un lago diferente (Lago Ballivián) que abarcaba el Lago Titicaca. Los episodios lacustres "Escara" y "Tauca" fueron definidos por primera vez en 1978. Al comienzo de la historia de la investigación, la relación entre varios depósitos en el sur del Altiplano y los alrededores del Lago Titicaca no estaba clara. Los lagos fueron identificados por las terrazas lacustres, sedimentos, biohermas y sacatestigos.

## Lagos predecesores
Antes del Lago Tauca, existieron los lagos Ouki (hace 120 000-98 000 años), Salinas (hace 95 000-80 000 años), Inca Huasi (hace unos 46 000 años), Sajsi (hace 24,000–20,500 años) y Coipasa (hace 13 000-11 000 años). Inca Huasi y Minchin a veces se consideran la misma fase lacustre, y otros investigadores han sugerido que el Lago Minchin es una combinación de varias fases. El ciclo Ouki podría subdividirse en el futuro, y existen varios nombres y fechas a veces contradictorios para estos paleolagos.

### Lago Escara
Escara fue identificado en el Altiplano central y puede ser el ciclo lacustre más antiguo del Altiplano. Los niveles del lago alcanzaron una altitud de 3.780 metros; quizás alcanzando el tamaño de los lagos Tauca y Ouki. En la localidad de Escara, el lago dejó depósitos de 8 metros de espesor.
Escara está fechado en 191 000 años antes del presente. Esta fecha corresponde a una toba asociada con depósitos lacustres, pero los depósitos en sí no han sido datados. Los sedimentos L5 y las capas S10 en el Salar de Uyuni han sido vinculados a Escara. Algunas tobas encontradas en los depósitos del lago Escara han sido datadas en aproximadamente 1,87 millones de años. Durante el episodio del Lago Escara, el Lago Ballivián pudo haber existido en el Altiplano norte como una extensión hacia el sur del Lago Titicaca; de esta manera, el Lago Escara sería idéntico al "lago pre-Minchin", que ha dejado terrazas de 60 a 70 metros por encima de la elevación actual.

### Lago y período pluvial hipotético
Un período húmedo de hace 46 000-36 000 años ha sido denominado "Lago Minchin"; este período condujo a la formación de un gran cuerpo de agua en el Altiplano, donde posteriormente se desarrollaría el Lago Tauca. La capa S4 en los sacatestigos del Salar de Uyuni ha sido vinculada al Lago Minchin. Durante este tiempo, existió un lago salado en la Laguna de Pozuelos, mientras que numerosos lagos se formaron en el noroeste de Argentina después de que los valles fueran represados por deslizamientos de tierra. Varias cuencas lacustres en la región de Lípez y muchos salares en el Altiplano se llenaron de lagos, en los cuales crecieron biohermas y estromatolitos. La humedad aumentó en la Amazonía brasileña y boliviana, y se acumuló sedimento en el valle del Pativilca, el valle del río Pisco (formando la "Terraza Minchin") y los valles de Lomas de Lachay. El avance glacial regional que se extendió hasta el sur del Altiplano/Puna ha sido correlacionado con la etapa Minchin/Inca Huasi; el avance del glaciar Choqueyapu II en los Andes bolivianos, y más debatiblemente la Fase Canalaya en la Cordillera Apolobamba y la formación de las morrenas N-III en Choquelimpie pueden coincidir con el período pluvial de Minchin. Las tasas de sedimentación en el lago principal del Altiplano fueron mucho menores que durante el período pluvial de Tauca.
El nombre "Lago Minchin" se ha utilizado de manera inconsistente para referirse al paleolago en el Lago Poopó, a un lago que existió hace 45 000 años, al lago más alto del Altiplano o a formaciones geológicas. Una teoría alternativa postula que el Lago Minchin fue formado por varios lagos, incluyendo Ouki e Inca Huasi, y por fechas de radiocarbono poco fiables. A veces, el término "Minchin" también se aplica a todo el sistema hidrológico Titicaca-Río Desaguadero-Lago Poopó-Salar de Coipasa-Salar de Uyuni, o al lago antiguo más alto del Altiplano (generalmente conocido como Lago Tauca). También existen contradicciones entre los registros de niveles de los lagos en diferentes partes del sistema. Esta confusión ha llevado a proponer que se deje de usar el nombre "Minchin".

## Cronología

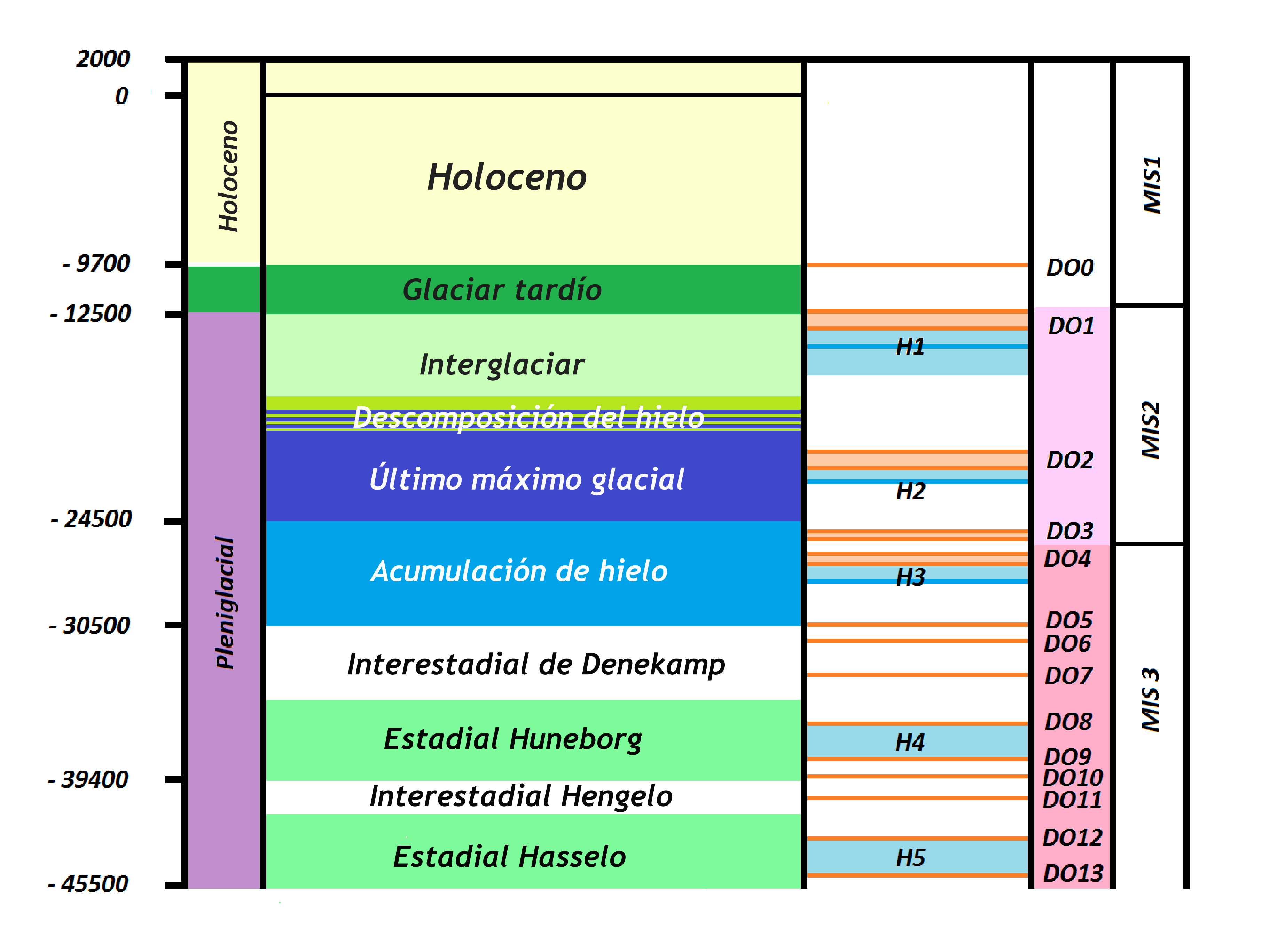
Subdivisión e historia glacial del Pleistoceno tardío y el Holoceno temprano.

La existencia del Lago Tauca fue precedida por un período seco, con eventos lacustres menores registrados en el Salar de Uyuni en el Pleistoceno tardío entre 28 200-30 800 y 31 800-33 400 años antes del presente (AP). Este período estuvo acompañado por la desaparición del hielo del Nevado Sajama. También se observa un período seco en África y otras partes de América del Sur alrededor de 18 000 años AP, y el retroceso de la selva amazónica pudo haber producido la marca de bajo nivel del lago. La era pudo haber sido más seca que la actual. El secado del Lago Minchin dejó una capa de sal de aproximadamente 20 metros de espesor en el Salar de Uyuni, donde se formaron barrancos. Algunos sedimentos oolíticos se formaron antes de la fase del Lago Tauca. Alrededor de 28 000 años AP, los niveles del agua aumentaron en el Lago Wiñaymarca (la cuenca sur del Lago Titicaca), precediendo al Lago Tauca por aproximadamente dos milenios. Durante este período, los lagos en la cuenca de Uyuni eran intermitentes. Los lagos anteriores en la cuenca eran generalmente pequeños y poco profundos.
La edad radiométrica del Lago Tauca varía entre 72 600 y 7200 años AP. La duración de los niveles altos del lago puede estar sobreestimada debido a la dispersión de la radiación. Las fechas de radiocarbono se han obtenido en costras que contienen calcita, conchas de gasterópodos, estromatolitos y estructuras dejadas por algas. Las líneas de costa del Lago Tauca se formaron durante períodos de más de un siglo.
La primera investigación, realizada por Servant y Fontes en 1978, indicó una edad del lago entre 12 500 y 11 000 años AP según la datación por C-14. Estas fechas estuvieron comprendidas entre 12 360 ± 120 y 10 640 ± 280 AP para los depósitos más altos en el Salar de Coipasa y el Salar de Uyuni, y entre 10 020 ± 160 y 10 380 ± 180 AP para los depósitos que se formaron poco antes de que el lago se secara. La fiabilidad de las fechas fue cuestionada en 1990, y una estimación posterior se estableció en 13 000 a 10 000 AP. En 1990, Rondeau propuso edades de 14 100 a 11 000 AP basadas en la datación por radiocarbono y de 7000 a 14 800 AP basadas en la datación uranio-torio.
En 1993, se sugirió que el Lago Tauca tuvo una fase anterior, con niveles de agua que alcanzaron los 3.740 metros, y una fase posterior que alcanzó los 3720 metros. La investigación publicada en 1995 indicó que el lago fue poco profundo durante más de un milenio antes de elevarse y estabilizarse en su nivel máximo. Los niveles de agua entre 13 900 y 11 500 años antes del presente (AP) alcanzaron los 3.720 metros; los 3.740 metros se alcanzaron entre 12 475 y 11 540 AP, y entre 3760 y 3770 metros entre 12 200 y 11 500 AP.
Una investigación de 1999 indicó un inicio más temprano del ciclo del Lago Tauca, que se subdividió en tres fases y varias subfases. Alrededor de 15 438 ± 80 años antes del presente (AP) (la fase Tauca Ia), los niveles de agua en el Salar de Uyuni eran 4 metros más altos que la costra salina actual. Luego, los niveles del lago se elevaron a 27 metros por encima del salar, acompañado de la entrada de agua dulce (Tauca Ib). Alrededor de 13 530 ± 50 AP (Tauca II), el lago alcanzó una altitud de 3693 metros, sin superar los 3700 metros. En ese momento, probablemente se formaron fuertes erosiones de barrancos y abanicos aluviales en los valles bolivianos. Entre 13 000 y 12 000 años AP, el lago alcanzó su mayor profundidad, 110 metros, durante el período Tauca III. Se obtuvieron fechas de 15 070 AP y 15 330 AP para la línea de costa más alta, a 3760 metros. Después de 12 000 AP, los niveles de agua disminuyeron abruptamente en 100 metros. Una investigación de 2001, basada en sedimentos en la cuenca de Uyuni, propuso un inicio aún más temprano, determinando que el Lago Tauca comenzó a desarrollarse hace 26 100 años. Una revisión de 2001 indicó que la mayoría de las fechas radiométricas para el Lago Tauca se agrupan entre 16 000 y 12 000 años AP, con los niveles del lago alcanzando su punto máximo alrededor de 16 000 AP. Una disminución en la concentración de oxígeno-18 en los glaciares del Nevado Sajama se ha asociado con un aumento de la precipitación alrededor de 14 300 años AP. Un libro de 2005 estimó la duración de la fase del Lago Tauca entre 15 000 y 10 500 años AP.
Una investigación de 2006 postuló que la transgresión del Lago Tauca comenzó hace 17 850 años AP y alcanzó su punto máximo a altitudes de 3765 a 3790 metros entre 16 400 y 14 100 años AP. Los desbordamientos hacia cuencas vecinas pudieron haber estabilizado los niveles del lago en ese punto, y posteriormente el nivel disminuyó durante un período de 300 años. La siguiente fase de Coipasa terminó alrededor de 11.040 +120/-440 años AP, pero su cronología es incierta.
Un estudio sobre la historia del lago realizado en 2011 fijó el comienzo del aumento del nivel del lago hace 18 500 años. Los niveles subieron lentamente a 3670 metros hace 17 500 años, antes de acelerar a 3760 metros hace 16 000 años. Las contradicciones entre las profundidades del lago determinadas por las líneas de costa y el análisis de fósiles de diatomeas llevaron a dos cronologías del aumento del nivel del lago: una alcanzando los 3700 metros hace 17 000 años y la otra alcanzando los 3690 metros entre 17 500 y 15 000 años. El nivel del lago habría alcanzado su punto máximo entre 16 000 y 14 500 años, a una altitud de 3765 a 3775 metros. Poco antes de 14 200 años antes del presente (AP), el nivel del lago habría comenzado a descender a 3660 metros para 13 800 años AP. La fase de Coipasa comenzó antes de 13 300 años AP y alcanzó su punto máximo a 3700 metros hace 12 500 años. La regresión del lago Coipasa estaba casi completa alrededor de 11 500 años AP. Una reconstrucción de 2013 previó un aumento del nivel del lago entre 18 000 y 16 500 años AP, seguido por un nivel alto entre 16 500 y 15 500 años AP, y una disminución de los niveles del lago entre 14 500 y 13 500 años AP.
El Lago Tauca a veces se subdivide en tres fases (Lago Tauca propiamente dicho, Ticaña y Coipasa), con la fase Tauca durando desde 19 100 hasta 15 600 años AP. La fase de Coipasa, originalmente pensada para haber durado entre 11 400 y 10 400 años AP, fue corregida a 9500 a 8500 años AP y luego a 12 900 a 11 800 años AP; fue precedida por un aumento del nivel del lago de 400 años de duración y seguida por una disminución de 1600 años. Durante esta fase, los niveles del lago subieron a una altitud de 3.660 metros o 3700 metros, con una superficie de 28 400 km²; la profundidad del lago alcanzó los 55 metros. Según una publicación de 1998, el Lago Tauca y la fase de Coipasa duraron desde 15 000 hasta 8500 años AP. La fase de Coipasa también ha sido identificada en el Lago Chungará. La fase de Coipasa fue mucho menos pronunciada y de menor duración que la fase de Tauca, y se concentró en la cuenca de Coipasa, presumiblemente porque recibe más agua que la cuenca de Uyuni. Una fase lacustre anterior, Sajsi (24 000-20 000 años atrás), a veces se considera parte del Lago Tauca junto con los ciclos de Tauca y Coipasa. La fase lacustre de Sajsi precedió a la fase de Tauca por uno o dos milenios y los niveles de agua eran aproximadamente 100 metros más bajos que durante la etapa de Tauca; coincidió con el Último máximo glacial.
La fase de Ticaña estuvo acompañada por una disminución de 100 metros en el nivel del agua. Las fases de Tauca y Coipasa a veces se consideran separadas. Los lagos Tauca y Minchin han sido considerados el mismo sistema lacustre y llamados Lago Pocoyu, en honor a los lagos actuales en la zona. Algunos autores también utilizan "Minchin" como nombre para el sistema.

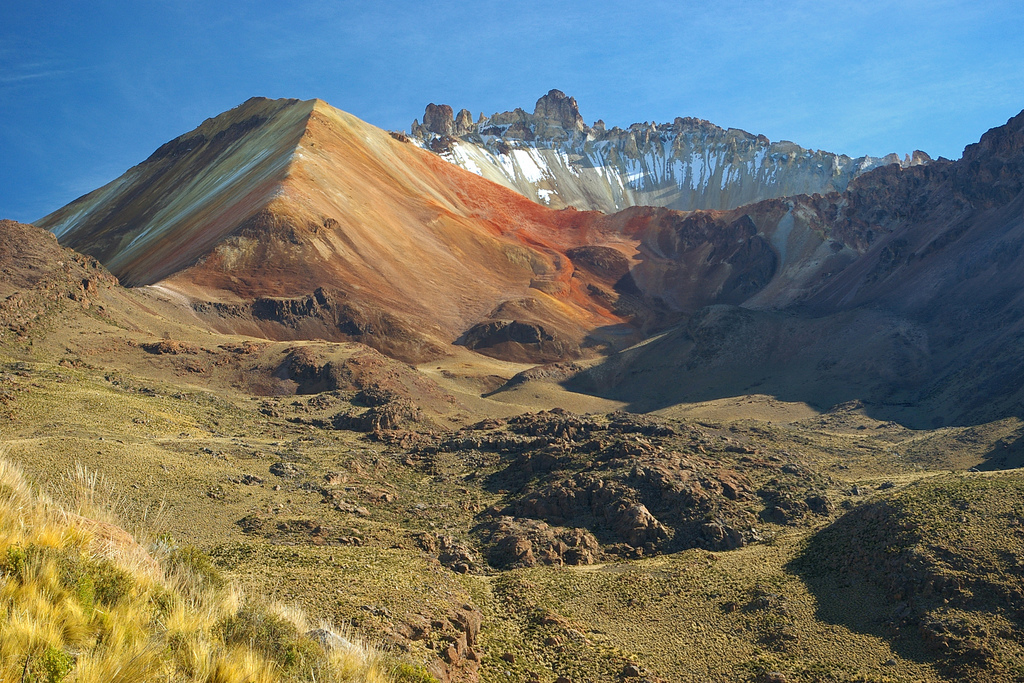
El volcán Tunupa estaba glaciado durante el episodio de Tauca.

La toba Chita se depositó en el Lago Tauca a una altitud de 3725 metros aproximadamente hace 15 650 años, cuando el lago pudo haber estado en regresión. Otra toba de edad incierta se depositó sobre los sedimentos y las tobas de la época de Tauca en el sureste del Salar de Coipasa. Los datos de Tunupa indican que los niveles del lago se estabilizaron entre hace 17 000 y 16 000 años. Se produjo una disminución de 50 metros en el nivel del lago alrededor de 14 500 años AP, y el lago se secó entre entonces y hace 13 800 años. El aumento de las temperaturas y una disminución de la precipitación fueron los desencadenantes probables del retroceso del lago y los glaciares al final del suceso Heinrich 1. En contraste, los datos de la cuenca Uyuni-Coipasa indican que los niveles de agua alcanzaron su punto máximo hace 13 000 años. El secado del Lago Tauca durante el período de bajo nivel de Ticaña se ha vinculado al período climático Máximo Tardiglaciar y al aumento de incendios forestales en el Altiplano; el Lago Titicaca pudo haber descendido por debajo de su desagüe, cortando el suministro de agua al Lago Tauca. El retroceso glacial al comienzo del Holoceno también puede haber sido un factor contribuyente. A medida que el lago retrocedía, la disminución de la evaporación (y de la nubosidad) habría permitido que la luz solar aumentara la tasa de evaporación, contribuyendo aún más a la reducción de la superficie del lago.
Se ha observado un patrón en el que los ciclos lacustres se vuelven más largos que el anterior. El agua del lago puede haber contribuido al aumento de oxígeno-18 en el Nevado Sajama hace aproximadamente 14 300 años, posiblemente desencadenado por la evaporación. A medida que el nivel del lago descendía, el Lago Poopó se habría desconectado primero; el umbral que lo separa del resto del Lago Tauca es relativamente poco profundo. Coipasa y Uyuni habrían permanecido conectados hasta más tarde. Los niveles de agua en el Lago Wiñaymarca del Lago Titicaca eran bajos hacia 14 200 años AP. Para la Inversión del frío antártico, el Lago Tauca estaba seco.
El final de la fase Tauca fue seguido por condiciones secas y frías en la Puna, similares a las del Dryas Reciente, y luego por un período húmedo del Holoceno temprano asociado con una disminución de la radiación solar. Después de 10 000 años AP, otra sequía duró desde 8500 AP hasta 3600 AP, con un pico entre 7200 y 6700 AP. La salina más grande del mundo quedó cuando el Lago Tauca se secó, dejando aproximadamente 10 metros de material en el Salar de Uyuni. Las cuencas lacustres en el Altiplano que se habían llenado durante la fase Tauca se separaron por niveles de agua más bajos. Los canales entre los lagos atestiguan sus antiguas conexiones.

## Clima

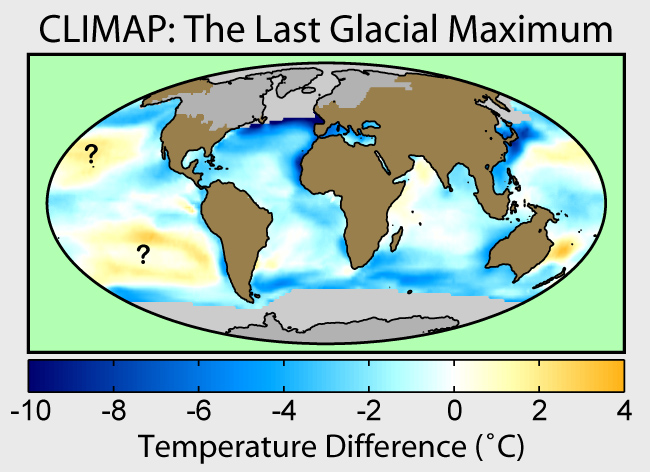
Mapa de la temperatura del agua marina durante el Último máximo glacial.

Hay pocas reconstrucciones de cómo era el clima antes y después del máximo nivel del Lago Tauca. Se ha estimado que la precipitación de verano habría aumentado en 315 ± 45 milímetros y la temperatura habría disminuido 3 °C para que se formara el Lago Tauca. Según una estimación de 1985, se necesitaría un aumento de la precipitación de 200 milímetros por año; la estimación fue revisada posteriormente a 300 milímetros por año. Con una disminución de la temperatura de 5 a 7 °C, se requeriría un aumento de la precipitación del 20 al 75% para formar el lago. Una investigación en 2013 indicó que el clima en el volcán Tunupa (en el centro del Lago Tauca) era aproximadamente 6 a 7 °C más frío que en la actualidad, con una precipitación estimada de 320 a 600 milímetros. Posteriormente, una estimación de 2018, respaldada por una investigación de 2020, previó una disminución de la temperatura de 2.9 ± 0.2 °C y una precipitación media un 130% más alta que en la actualidad, aproximadamente 900 ± 200 milímetros por año; este aumento de la precipitación se concentró en el lado oriental de la cuenca del Lago Tauca, mientras que la cuenca más al sur estaba casi tan seca como en la actualidad. En un modelo acoplado de glaciar-lago, se estimaron temperaturas aproximadamente 5.7 ± 1.1 °C más bajas que hoy. En el sur del Altiplano, la precipitación superó los 500 milímetros durante esta época. En el Altiplano central, la precipitación fue de 1,5 a tres veces mayor que en la actualidad. En y alrededor de la Diagonal árida de América del Sur, la precipitación se duplicó de 300 milímetros por año a 600 milímetros por año. Alrededor de los lagos, la precipitación pudo haber aumentado nueve veces.
La formación del Lago Tauca coincide con el suceso Heinrich 1 y se ha explicado con un desplazamiento hacia el sur del Anticiclón boliviano que aumentó el transporte de humedad del este hacia el Altiplano y un fortalecimiento del monzón de verano de América del Sur debido a una disminución en el transporte de calor trans-ecuatorial. Los niveles altos anteriores de los lagos del Altiplano también pueden correlacionarse con sucesos Heinrich anteriores. El aumento de la nubosidad probablemente incrementó la precipitación efectiva al reducir las tasas de evaporación. En contraste, las tasas de insolación no parecen estar vinculadas a los niveles altos de los lagos en el Altiplano; la expansión del lago ocurrió cuando la insolación de verano era baja, aunque recientemente se ha correlacionado un máximo de insolación entre 26 000 y 15 000 años atrás con la etapa Tauca. La humedad sobre el lago se ha estimado en un 60%, tomando en cuenta el contenido de oxígeno-18 en los carbonatos depositados por el lago.
Coincidiendo con el Lago Tauca, entre 17 000 y 11 000 BP, los glaciares se expandieron en los Andes entre los 18° y 24° de latitud sur. En el Lago Titicaca, las lenguas glaciares se acercaron a la orilla. La altitud de la línea de equilibrio de los glaciares en los Andes secos disminuyó entre 700 y 1,000 metros. Estos avances glaciares pueden haber sido precedidos por los episodios húmedos que formaron el Lago Tauca. Alrededor de 13 300 AP, el tamaño máximo de los glaciares en el sur de Bolivia está asociado con un nivel alto del Lago Tauca. Sin embargo, los glaciares no se expandieron en todas partes, y hay poca evidencia de expansión glacial en El Tatio, Tocorpuri y partes de la Puna. Las expansiones glaciares en Llano de Chajnantor y sus alrededores pueden o no haber ocurrido. Las frecuentes incursiones de aire polar pueden haber contribuido a la expansión glacial. En Tunupa, un volcán ubicado en el centro del Lago Tauca, la máxima extensión glacial duró hasta que el lago alcanzó su nivel más alto. La contracción glacial que comenzó hace 14 500 años probablemente ocurrió al mismo tiempo que una disminución en los niveles del lago, aunque la ambigüedad en las fechas deja espacio para el debate. Las morrenas del Cerro Azanaques alcanzaron su mayor extensión entre 16 600 y 13 700 AP. La existencia del Lago Tauca coincide con el Último máximo glacial, cuando las temperaturas en el Altiplano central eran aproximadamente 6,5 °C más bajas. Parte del avance glacial puede haber sido alimentado por la humedad del Lago Tauca, una conclusión respaldada por datos de isótopos de oxígeno de los glaciares del Sajama y por reconstrucciones paleoclimáticas alrededor del antiguo Lago Tauca. El avance glacial de Chacabaya puede ser contemporáneo con el Lago Tauca. Al igual que el nivel máximo del Lago Tauca pudo haber coincidido con el primer suceso Heinrich, el Dryas Reciente puede estar asociado con el nivel máximo de Coipasa y el segundo Evento Pluvial de los Andes Centrales (CAPE, por sus siglas en inglés), aunque el Dryas Reciente terminó dos milenios antes del CAPE. El segundo CAPE fue causado ya sea por cambios en el monzón sudamericano o por cambios en la circulación atmosférica sobre el océano Pacífico, y su final se ha atribuido a un calentamiento del Atlántico Norte que desplazó la Zona de convergencia intertropical (ZCIT) hacia el norte. Hoy en día, la temperatura promedio en estaciones a una altitud de 3.770 metros es de 9 °C.

## Contexto
La formación y desaparición del Lago Tauca fue un evento hidrológico importante que estuvo acompañado por varios milenios de un clima más húmedo. Su formación y la posterior fase lacustre de Coipasa están asociadas con el Evento Pluvial de los Andes Centrales (CAPE), que ocurrió desde 18 000-14 000 hasta 13 800-9700 AP. Durante esta época, se produjeron importantes cambios ambientales en el Atacama a medida que aumentaron las precipitaciones entre los 18° y 25° grados de latitud sur. En algunas áreas, se formaron oasis en el desierto y comenzó el asentamiento humano. El Evento Pluvial de los Andes Centrales se ha subdividido en dos fases: una primera que comenzó hace 17 500 o 15 900 años y terminó hace 13 800 años, y una segunda fase que comenzó hace 12 700 años y terminó hace 9700 o 8500 años. Estas fases estuvieron separadas por un breve período seco que coincide con el nivel bajo de Ticaña. La segunda fase del Evento Pluvial de los Andes Centrales se ha subdividido aún más en una subfase más húmeda inicial y una subfase más seca posterior. Durante el ciclo del lago Coipasa, la precipitación pudo haberse concentrado en el sur del Altiplano y haber sido transportada desde el Chaco; el ciclo principal de Tauca pudo haber sido acompañado por precipitaciones desde el noreste. Un avance glacial en el valle de Turbio (un afluente del río Elqui) entre hace 17 000 y 12 000 años ha sido atribuido al Evento Pluvial de los Andes Centrales. Otros indicadores apuntan a condiciones secas y la falta de avances glaciares en el centro de Chile y la Puna central durante el nivel alto del Lago Tauca; los glaciares ya se habían retirado de sus posiciones máximas para cuando comenzó, y el Evento Pluvial de los Andes Centrales puede no haber sido sincrónico entre el sur del Altiplano y el sur y norte del Atacama.
El aumento de la precipitación durante la fase Tauca probablemente fue desencadenado por el movimiento hacia el sur de la ZCIT y el fortalecimiento del monzón de América del Sur, posiblemente causado por el enfriamiento en el hemisferio norte y el Atlántico Norte, junto con temperaturas del agua más altas frente al noreste de Brasil. Combinado con un desplazamiento hacia el sur de las zonas de alta presión, el aumento de la humedad durante los tiempos glaciares tardíos habría fluido desde el Amazonas. Este cambio, que ocurrió entre 17 400-12 400 años o 18 000-11 000 AP, está registrado en el Chaco boliviano y en registros de cuevas brasileñas. Algunas fases del siglo XX con niveles de agua más altos en el Lago Titicaca han sido correlacionadas con episodios de mayor cobertura de nieve en los continentes del hemisferio norte; esto puede constituir una analogía con las condiciones durante la fase del Lago Tauca. La fase Tauca pudo haber sido desencadenada por el desplazamiento hacia el sur de la circulación atmosférica tropical y un debilitamiento de la circulación de vuelco meridional del Atlántico que disminuyó el transporte de calor hacia el norte. Una intensificación y desplazamiento hacia el sur de la Zona de Convergencia del Atlántico Sur pudo haber contribuido al aumento de la precipitación, pero no todos los registros coinciden.
Otra teoría postula que los cambios en la vegetación y el desarrollo del lago habrían disminuido el albedo del Altiplano, resultando en un calentamiento y en la advección de humedad hacia el Altiplano, pero tales mecanismos de retroalimentación positiva fueron considerados cuestionables en un estudio de 1998. Las condiciones climáticas persistentes de La Niña pueden haber contribuido al llenado del lago y también al inicio del primer CAPE. Por el contrario, un calentamiento climático global y un desplazamiento hacia el norte del monzón ocurrieron hace unos 14 500 años, el aumento de la ocurrencia de El Niño y el desplazamiento hacia el norte de la ZCIT acompañaron el nivel bajo de Ticaña. Las condiciones ideales para el desarrollo de paleolagos en el Altiplano no parecen existir durante la máxima glaciación ni durante los períodos interglaciales cálidos.

### Eventos relacionados

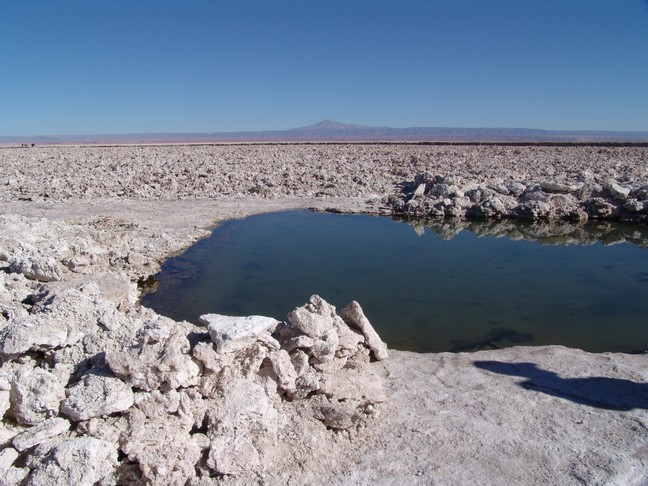
Algunos niveles altos de agua en el Salar de Atacama están asociados con la fase principal de nivel alto del Lago Tauca.

Durante la fase de Tauca, el Lago Titicaca creció en tamaño; las pampas alrededor de Titicaca fueron dejadas por ese lago y por el paleolago Minchin. El Lago Titicaca subió alrededor de 5 metros, alcanzando una altura de 3.815 metros, y su agua se volvió menos salina. Otra línea de costa, a una altitud de 3.825 metros, ha sido vinculada a un nivel alto del Lago Titicaca durante la época de Tauca. El nivel alto, registrado en 13.180 ± 130 AP, es contemporáneo con la fase Tauca III. Luego, el nivel del agua de Titicaca descendió durante la fase de Ticaña y probablemente volvió a subir durante la de Coipasa. Los niveles altos dejaron terrazas en las orillas sur y este del Lago Titicaca, que luego fueron deformadas por procesos tectónicos.
El Lago Titicaca probablemente desbordó hacia el sur entre 26 000 y 15 000 AP, añadiendo agua al Lago Tauca. Se estima que el caudal del desagüe del Titicaca, el río Desaguadero, fue ocho veces mayor que el actual. Se pensaba que el Lago Titicaca tenía un nivel bajo de agua durante la fase de Tauca, hasta que se encontró evidencia de aguas más profundas. Niveles más altos de lago se han encontrado al mismo tiempo en otras partes del Altiplano y en áreas del Atacama por encima de los 3500 metros. Esta no fue la primera vez que el Lago Titicaca subió; los aumentos del nivel del lago en el Pleistoceno se conocen como Mataro, Cabana, Ballivian y Minchin. El desbordamiento del Lago Titicaca hacia el sur del Altiplano fue posible durante los últimos 50 000 años, lo que podría explicar por qué hay poca evidencia de grandes lagos en el sur del Altiplano antes de ese tiempo.
Lagos también se formaron (o se expandieron) en el Atacama en ese momento; los niveles altos en el Lago Lejía comenzaron a subir después de 11.480 ± 70 AP, y en el Salar Aguas Calientes los niveles altos de agua duraron hasta 8.430 ± 75 AP. Los niveles altos en la Laguna Charcota ocurrieron alrededor de 12 500 y 11 000 AP. La formación de un lago en el Salar de Llamara y algunos niveles altos en el Salar de Atacama están asociados con el Lago Tauca, el período húmedo de Minchin y el nivel alto de Coipasa. Se han encontrado rastros del episodio húmedo de Tauca en el Salar de Pedernales, más allá de los 26° de latitud sur. Entre 23 000 y 14 600 AP se formó un lago en la Laguna de los Pozuelos. El nivel alto del Lago Tauca se correlaciona con terrazas aluviales en el río Pisco de Perú; terrazas fechadas entre 24 000-16 000 AP en su afluente, la Quebrada Veladera; sistemas de drenaje ampliados en la Quebrada Veladera; un período húmedo en el Lago Junín, y la formación de suelos en las pampas al sur del río Quinto en Argentina y en el valle del río Ahorcado en Perú. Durante el segundo Evento Pluvial de los Andes Centrales, también se formaron suelos en un humedal del norte de Chile.
Durante la fase de Tauca, los niveles de agua en la Laguna Miscanti eran más altos que en la actualidad; se formaron líneas de costa a partir de un evento en Ch'iyar Quta y la Laguna Tuyajto; se formaron lagos salinos en la zona de Lípez, y los niveles de agua aumentaron en la cuenca Guayatayoc-Salinas Grandes, en Laguna de Suches en Perú y en los lagos de Uturuncu y Lazufre. Algunos niveles de lagos en el Altiplano de Atacama aumentaron entre 30 y 50 metros, y los niveles de agua subieron en Laguna Mar Chiquita, Laguna La Salada Grande en la Cordillera Oriental y Salina de Bebedero en Argentina.
La expansión descendente de la vegetación y el aumento del caudal en los ríos que drenan hacia el océano Pacífico han sido correlacionados con el período de Tauca. Existe evidencia en el sitio arqueológico de Quebrada Mani de un mayor suministro de agua entre 16 400 y 13 700 años AP. Durante la fase de Tauca, hubo un mayor flujo en los ríos de la región de Atacama, así como una mayor recarga de aguas subterráneas. También se registró un aumento de la precipitación en el valle del río Salado. Además, hubo inundaciones en la cuenca del río Paraguay-Paraná y aumentó la contribución de ríos andinos como el río Salado y el río Bermejo. La excavación del valle del río Lluta, de la Quebrada de Purmamarca y del Cañón del Colca pudo haber sido facilitada por un mayor suministro de agua. Se modificó la incisión de los ríos y se formaron terrazas fluviales en las Lomas de Lachay. También se produjo erosión a lo largo del río Pilcomayo, y un aumento del plancton en el Pacífico probablemente estuvo vinculado a un mayor escurrimiento (y un mayor suministro de nutrientes) desde los Andes. También se desarrollaron humedales alimentados por aguas subterráneas en la Cordillera de la Costa, y se formaron valles y grandes cuevas de sal al noroeste del Salar de Atacama.

### Consecuencias ambientales

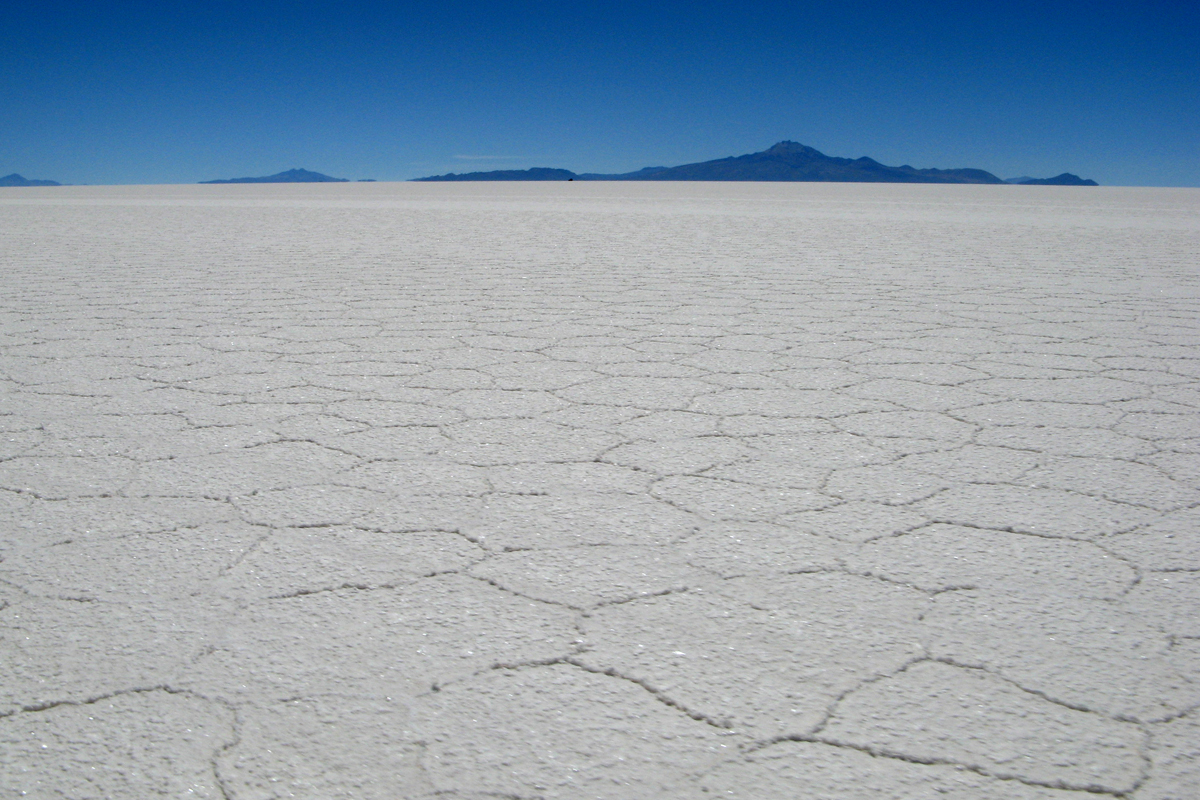
Los depósitos de sal del Salar de Uyuni fueron dejados por el lago.

El asentamiento paleoamericano en América del Sur comenzó durante las etapas del Lago Tauca y Ticaña, facilitado por el entorno más favorable durante el CAPE; la cultura Viscachani alrededor del Lago Titicaca fue contemporánea con el Lago Tauca. La dispersión humana más temprana en la región alrededor del Lago Tauca ocurrió hacia el final de la fase Ticaña, coincidiendo la fase Coipasa con el establecimiento definitivo de los humanos en la región y su expansión por el noroeste de Argentina, donde las condiciones eran favorables. En el área de Atacama, los paleolagos de la época de Tauca proporcionaron un entorno propicio para los primeros asentamientos; el final de la fase del paleolago coincidiendo con el Lago Tauca estuvo acompañado por el fin de la primera fase de asentamiento humano, que había ocurrido durante el Evento Pluvial de los Andes Centrales; ahora los humanos abandonaron el desierto. En el Altiplano, el período húmedo contemporáneo al Lago Tauca permitió el asentamiento de la región, y el Evento Pluvial de los Andes Centrales hizo lo mismo en la Pampa del Tamarugal y en los valles del sur de Atacama. El poblamiento inicial de la región del Salar de Atacama ocurrió durante la época del Lago Tauca, pero se produjo una fuerte disminución de la población después de su desecación. Las torres incas en el Altiplano han sido construidas con rocas dejadas por el Lago Tauca.
Algunas reservas de agua fósil en los Andes secos se formaron durante la fase Tauca; las aguas subterráneas en el Valle Central del norte de Chile, alrededor del cerro Peinado en la Puna y parte de las aguas subterráneas bajo la Pampa del Tamarugal datan de la fase húmeda del Lago Tauca. El Lago Tauca pudo haber suministrado agua a la región del Río de la Plata, sustentando la vida allí durante períodos secos.
El Lago Tauca y los ciclos anteriores dejaron depósitos de evaporitas, con capas de sedimentos dejadas por el lago en el Salar de Uyuni alcanzando un espesor de 6 metros. Las sales son continuamente lavadas y redepositadas por lluvias efímeras, lo que causa que las superficies salinas de los salares se vuelvan muy planas y lisas. El alto contenido de aerosoles en el aire de la región de Uyuni se ha atribuido a los sedimentos finos dejados por el Lago Tauca. El lago dejó depósitos de diatomeas que contienen arcilla o cal, y los depósitos de ulexita se formaron por sedimentos en sus deltas.
La similitud taxonómica entre las especies de peces del género Orestias en el Parque Nacional Lauca y el Salar de Carcote se ha atribuido a que estas cuencas formaban parte del Lago Tauca; en general, la evolución de estos peces fue fuertemente influenciada por los diversos ciclos lacustres, incluidos aquellos que precedieron al ciclo de Tauca. El secado de los antiguos lagos habría fragmentado los hábitats anfibios, generando poblaciones separadas. El Lago Tauca y sus predecesores pueden haber creado un entorno productivo que fue poblado por mamíferos como gliptodontes, Gomphotheriidae, Megatheriidae y Toxodontidae; el Altiplano de Atacama tenía mucha más vida que hoy durante el ciclo de Tauca, incluyendo ciervos y caballos ahora extintos. Por otro lado, los lagos del Altiplano habrían separado las poblaciones animales y vegetales.